# Le Roi Rollo
Le Roi Rollo (King Rollo) est une série télévisée d'animation britannique en 13 épisodes de 5 minutes, créée par David McKee et diffusée entre le 1er octobre 1980 et le 31 décembre 1980 sur la BBC. En France, la série a été diffusée en décembre 1981 sur FR3 dans l'émission FR3 Jeunesse, puis rediffusée sur la même chaîne et dans la même émission en décembre 1984.

## Synopsis
La série met en scène Rollo (VF : Luq Hamet), un roi curieux comme un enfant ayant toujours besoin de conseils de la part de ceux qui l'entourent, notamment la reine Gwen (VF : Barbara Tissier), le Magicien (VF : Guy Piérauld), la Cuisinière (VF : Micheline Dax) ou encore son chat Hamlet (VF : Edgar Givry). Chacune de ses aventures est pour lui l'occasion d'apprendre quelque chose.

## Épisodes
1. Titre français inconnu (The Bread)
2. Titre français inconnu (The Playroom)
3. Le Bain (The Bath)
4. La Vaiselle (The Dishes)
5. Titre français inconnu (The New Shoes)
6. Le Petit-déjeuner au lit (The Breakfast)
7. Titre français inconnu (The Tree)
8. La Bande dessinée (The Comic)
9. L'Ami Frank (King Frank)
10. Titre français inconnu (The Birthday)
11. Les Trois Ballons (The Balloons)
12. L'Objet perdu (The Search)
13. Le Chien (The Dog)

## Commentaires
Le personnage de Rollo avait été créé en 1979 par David McKee et avait fait l'objet d'une série d'albums de bande dessinée ainsi que d'un comic strip qui paraissait dans le magazine Buttons. 